# Яр Руднів
Яр Руднів — балка (річка) в Україні у Богодухівській міській громаді Богодухівського району Харківської області. Права притока річки Мерли (басейн Дніпра).

## Опис
Довжина балки приблизно 4,13 км, найкоротша відстань між витоком і гирлом — 3,84 км, коефіцієнт звивистості річки — 1,08. Формується декількома балками та загатами. На деяких ділянках балка пересихає.

## Розташування
Бере початок у селі Паляничники. Тече переважно на південний схід між селами Шийчине та Москаленки та впадає в річку Мерлу, ліву притоку річки Ворскли.

## Притоки
Яр Зайців - ліва притока, впадає у Яр Руднів неподалік від його гирла

## Цікаві факти
- У XX столітті на балці існували молочно-тваринні ферми (МТФ), газгольдери та декілька газових свердловин[2].